# Jordan Bolger
Jordan Bolger (* 9. November 1994 in Coventry) ist ein britischer Filmschauspieler.

## Leben
Jordan Bolger spielte kleinere Rollen in Fernsehserien wie Into the Badlands und Rillington Place und Nebenrollen unter anderem in The 100, Peaky Blinders und Das Buch von Boba Fett. Eine größere Spielfilmrolle hatte er in The Woman King (2022) von Gina Prince-Bythewood.

## Filmografie
- 2014–2017: Peaky Blinders – Gangs of Birmingham (Peaky Blinders, Fernsehserie, 13 Folgen)
- 2016: Don’t Knock Twice
- 2016: The Habit of Beauty
- 2017: Into the Badlands (Fernsehserie)
- 2017: Rillington Place – Der Böse (In the Dark, Miniserie)
- 2017: iBoy
- 2018: Scarborough
- 2018–2019: The 100 (Fernsehserie, 11 Folgen)
- 2019: David Makes Man (Fernsehserie, 10 Folgen)
- 2022: Das Buch von Boba Fett (The Book of Boba Fett, Fernsehserie)
- 2022: The Woman King
- 2024: The Crow